# 米奇斯瓦夫·莫查尔
米奇斯瓦夫·莫查尔（1913年12月23日—1986年11月1日），波兰人民共和国政治人物，曾担任波兰内政部长。他以非正统的社会主义观点（民族民主共产主义）而知名，并对波兰统一工人党产生影响。莫查尔在1968年波兰政治危机中领导党内强硬派，对波兰犹太人展开迫害。